# 贝美格
贝美格（或称为乙甲哌啶二酮，商品名：美解眠）是一种含氮有机化合物，分子式C
8H
13NO
2，属于戊二酰亚胺衍生物，能作为中樞神經系統兴奋剂，1911年首次合成。